# Parco nazionale Yangmingshan

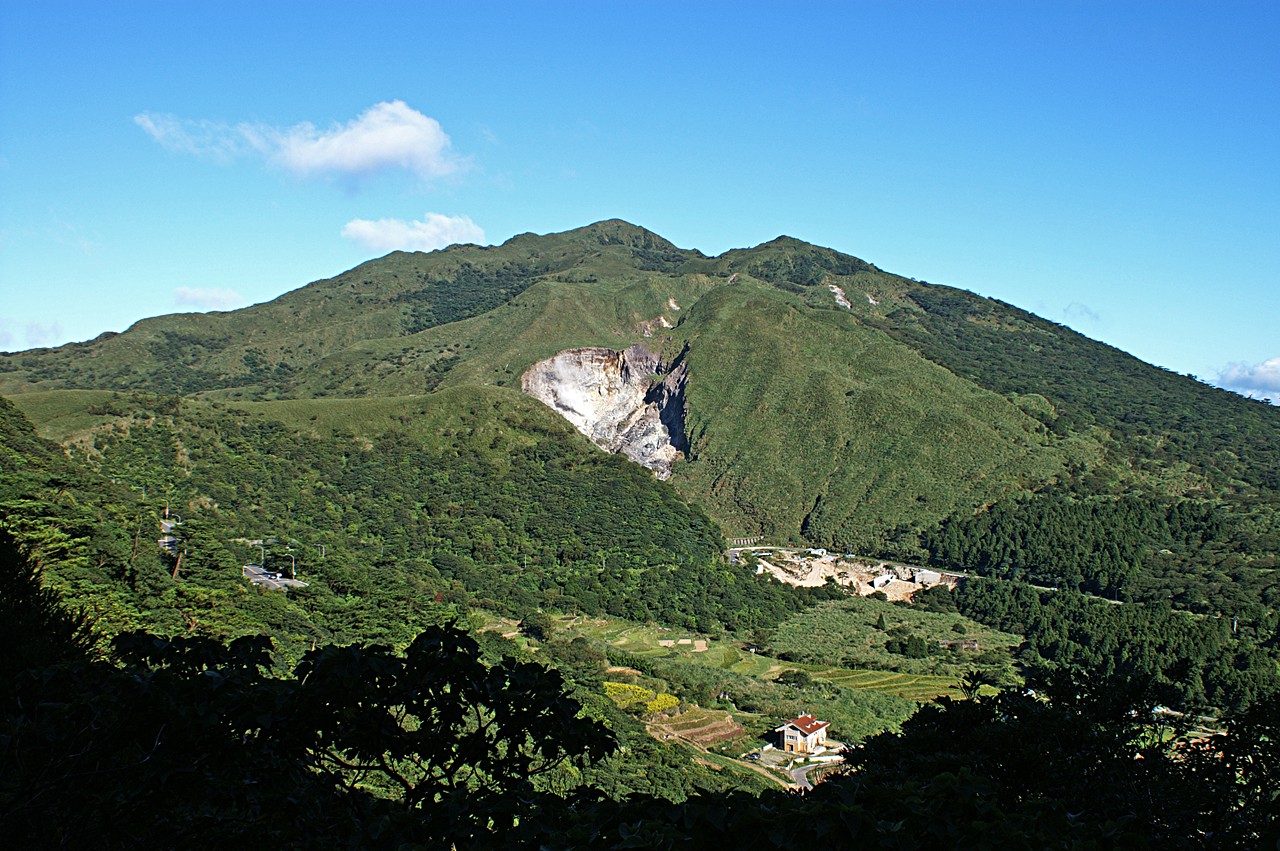
Vulcani Tatun

Il parco nazionale Yangmingshan è uno degli otto parchi nazionali di Taiwan (cinese: 陽明山國家公園; pinyin: yáng míngshān guójiā gōngyuán), situato tra i centri abitati di Taipei e Nuova Taipei e fondato il 16 settembre 1985.

## Galleria d'immagini

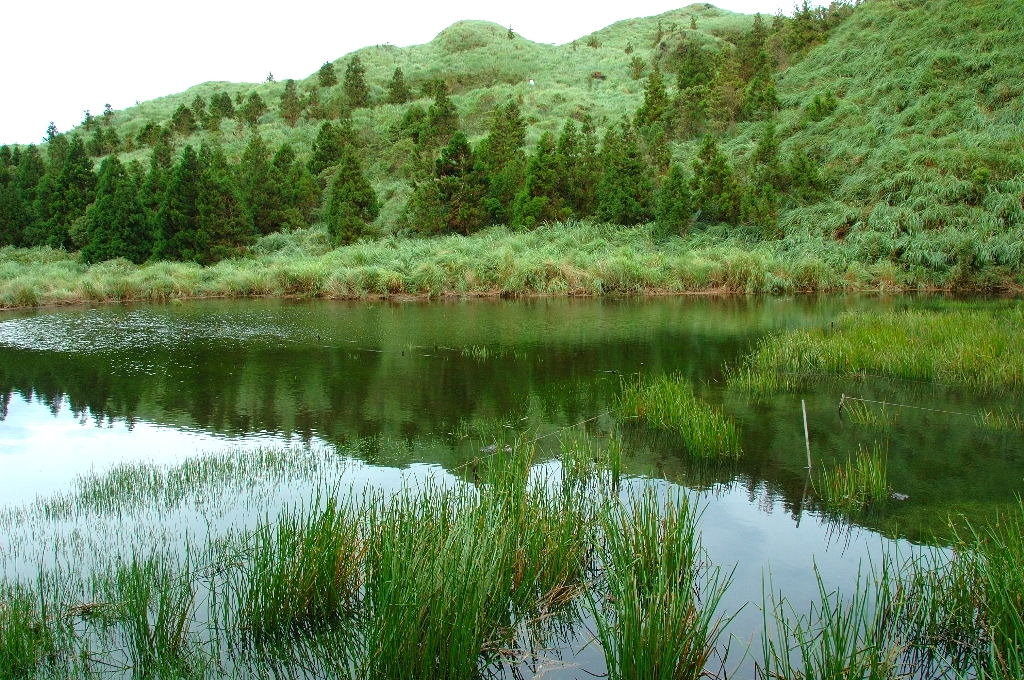
Lago dei sogni.
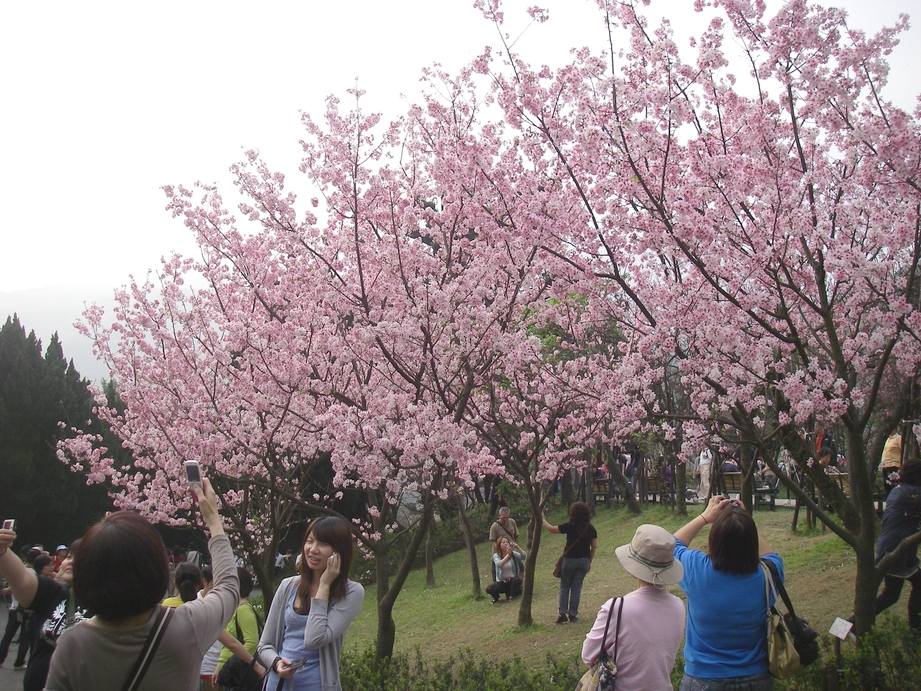
Cherry Blossom
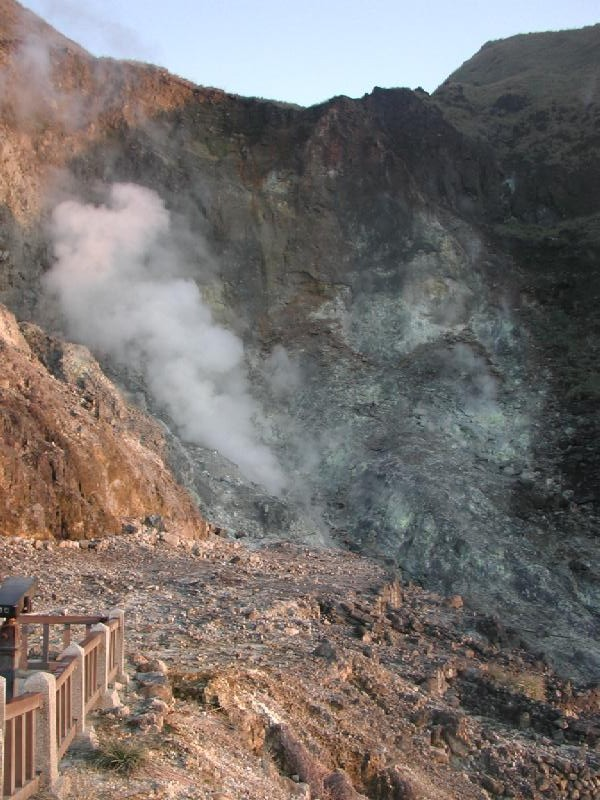
Visione ravvicinata della fumarola della Seven Star Mountain (Montagna delle sette stelle).
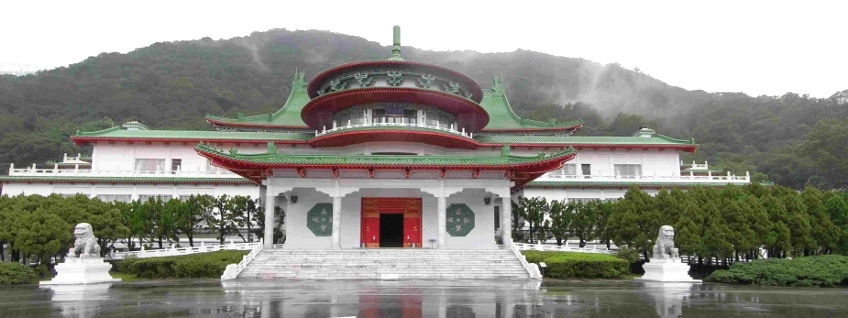
Palazzo Chung-Shan a Yangmingshan.
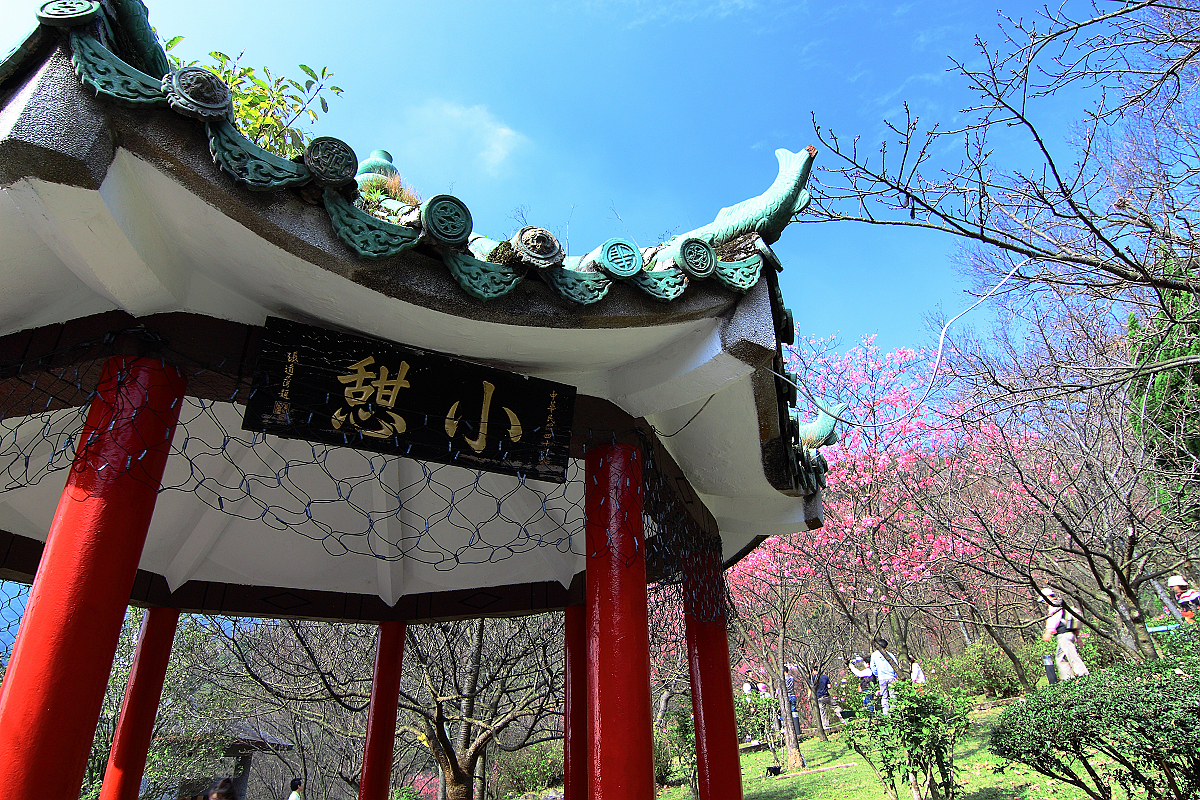
Pavilion Cinese e Cherry Blossom.
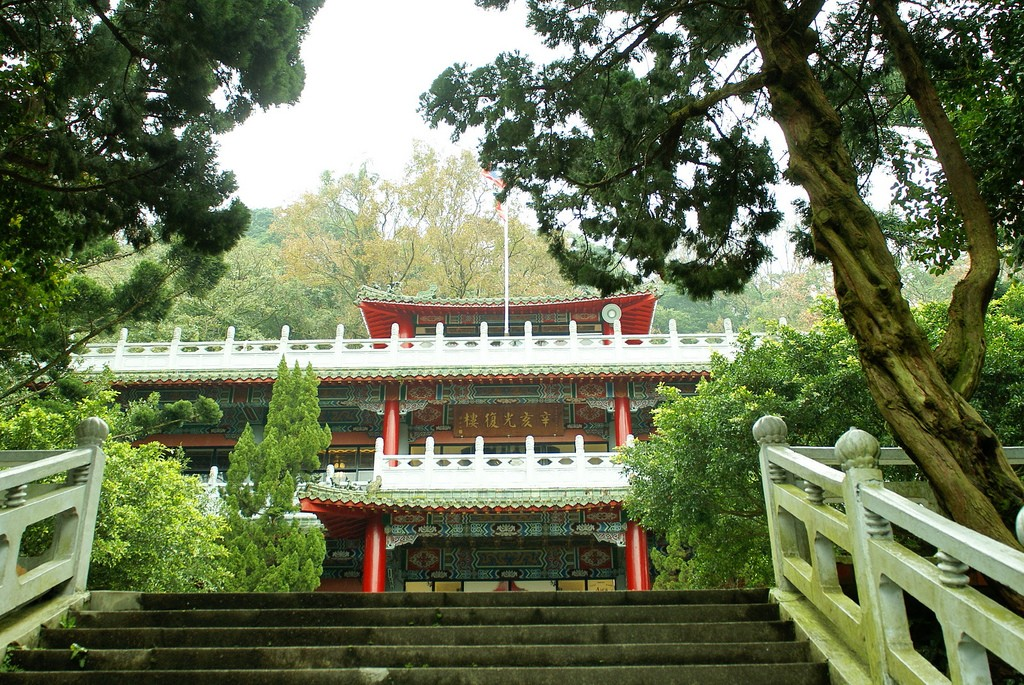
Palazzo Guangfu.
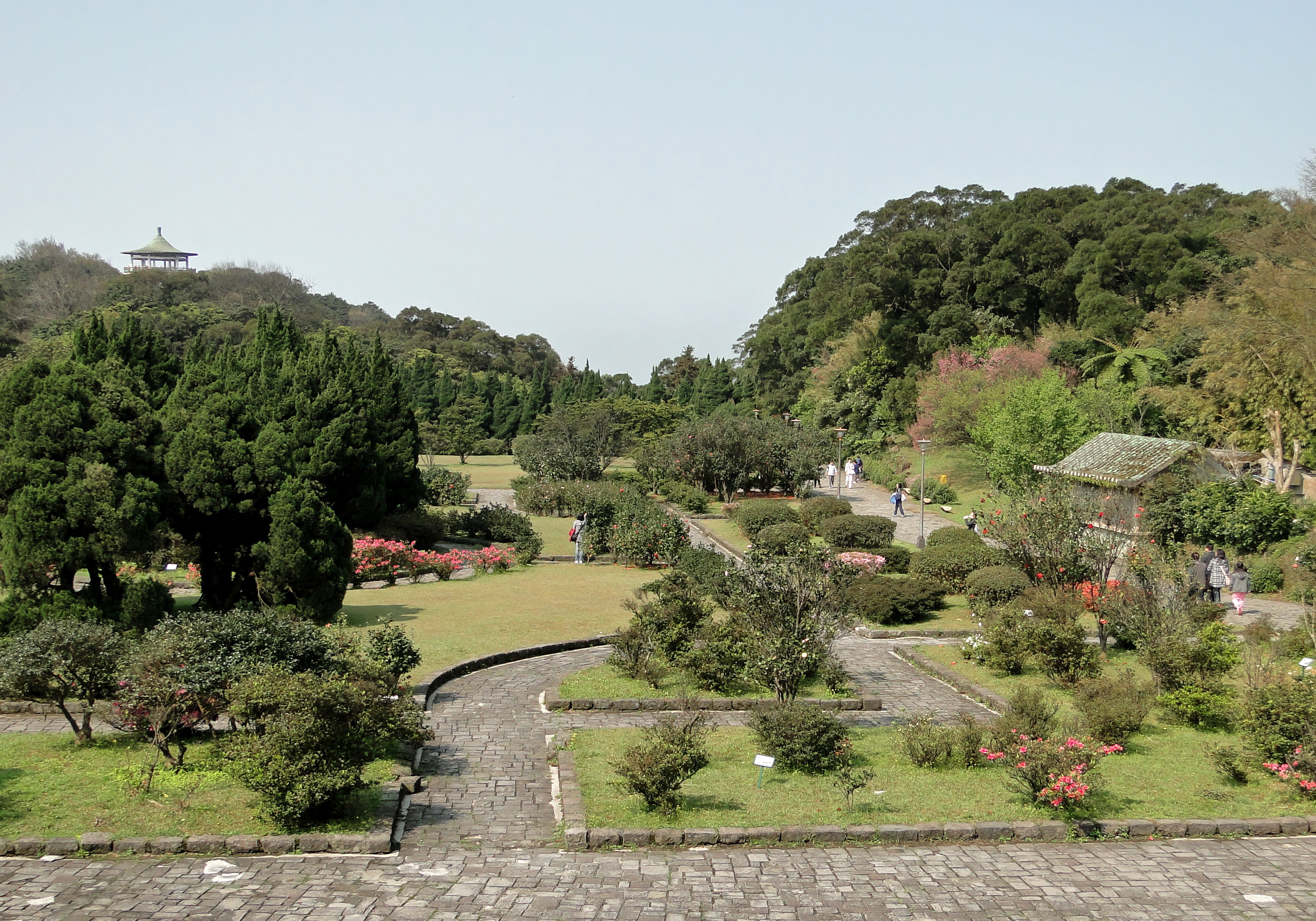
Una entrata del parco.
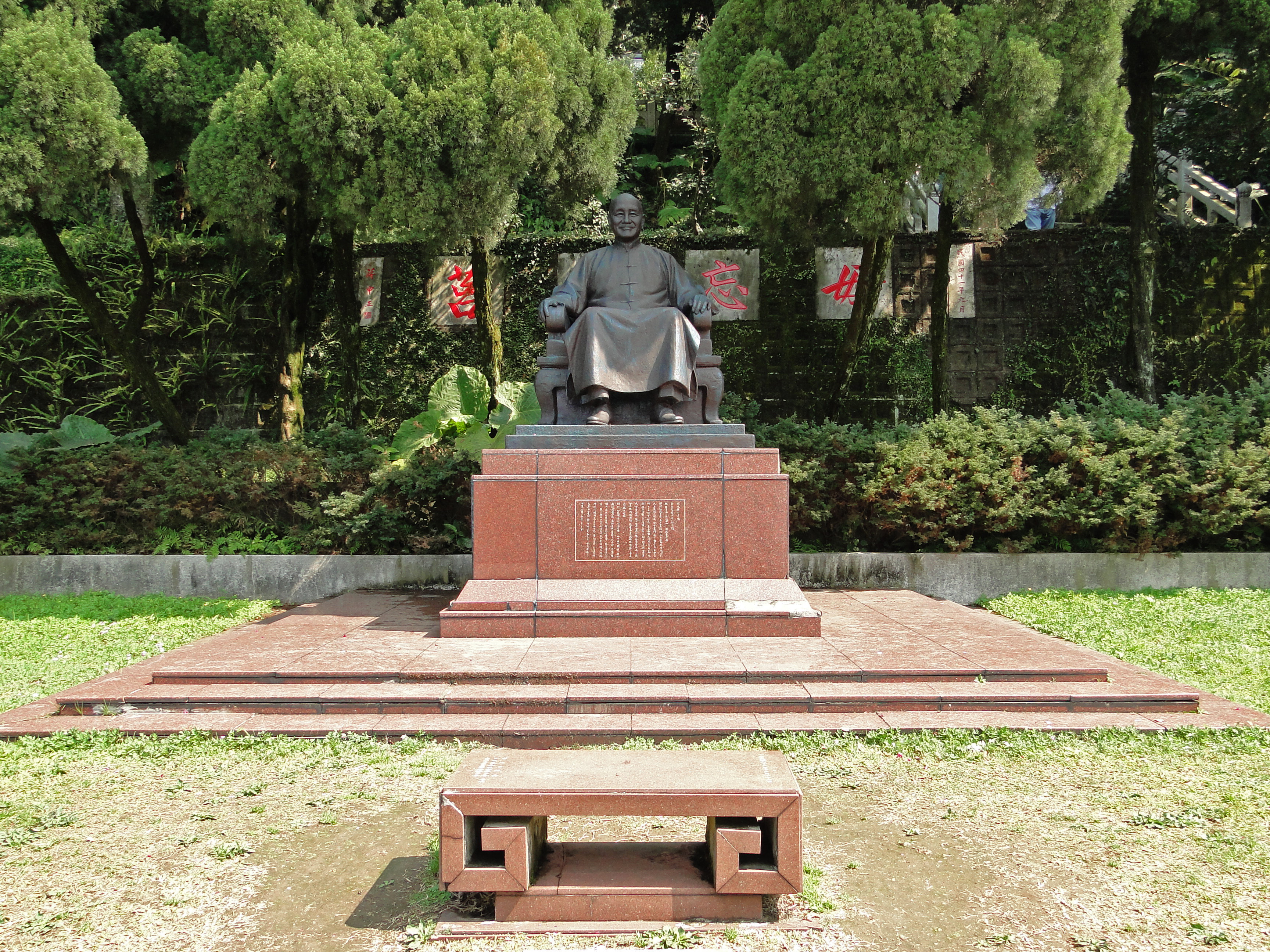
Statua diChiang Kai-shek nel parco.